# حزب آفریقا برای استقلال گینه و کیپ ورد
حزب آفریقا برای استقلال گینه و کیپ ورد (پرتغالی: Partido Africano da Independência da Guiné e Cabo Verde) یک حزب سیاسی در گینه بیسائو است. این حزب برای استقلال مسالمت‌آمیز از پرتغال تشکیل شد ولی در دهه ۱۹۶۰ روش کارش را به جنگ مسلحانه تبدیل کرد و وارد جریان‌هایی شد که طرفدار جنگ استقلال برای گینه بیسائو بودند. این حزب در پایان جنگ، تنها حزب مارکسیستی در کشور گینه بود و تا اوایل دهه ۱۹۹۰ که در این کشور دموکراسی چند حزبی اعلام شد، به عنوان تنها حزب مارکسیست گینه بیسائو باقی ماند. اگرچه در اولین انتخابات چند حزبی در سال ۱۹۹۴ پیروز شد ولی در انتخابات ۱۹۹۹–۲۰۰۰ قدرت را از دست داد. با این وجود، پس از پیروزی در انتخابات پارلمانی سال ۲۰۰۴ و انتخابات ریاست جمهوری در سال ۲۰۰۵، به عنوان بزرگترین حزب در مجلس ملی، مجدداً به قدرت بازگشت.

## حاکمیت بر کیپ ورد

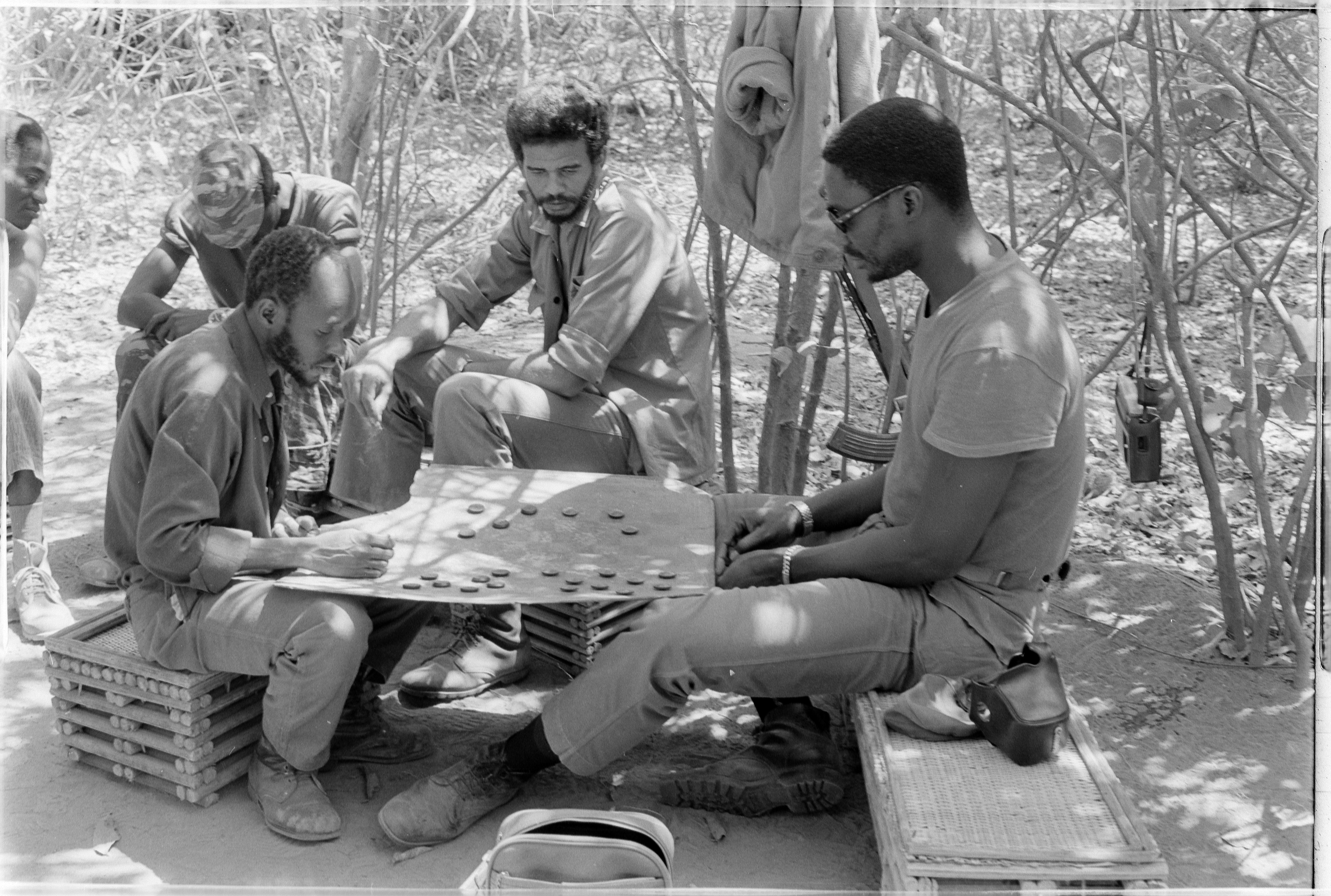
فرماندهان نظامی PAIGC در خط مقدم شمالی، ۱۹۷۴

حزب آفریقا برای استقلال گینه و کیپ ورد در سالهای ۱۹۷۵ تا ۱۹۸۰ بعد از استقلال کیپ ورد حاکمیت در این بخش از گینه را در دست داشت. پس از کودتای نظامی در گینه بیسائو در سال ۱۹۸۰، شعبه کیپ ورد این حزب جدا شد و نام خود را حزب آفریقایی برای استقلال کیپ ورد گذاشت.

## پیش از استقلال
در ۱۹ سپتامبر سال ۱۹۵۶ این حزب با نام حزب آفریقایی استقلال (Partido Africano da Independência) بر اساس جنبش استقلال ملی گینه پرتغال که در سال ۱۹۵۴ توسط هنری لابرو و امیلکار کابرال. در بیسائو تشکیل شده بود تأسیس شد. این حزب شش بنیانگذار داشت. کابرال، برادرش لوئیس کابرال، آریستیدس پریرا، فرناندو فورتس، خولیو آلمدیا و الیسه تورپین بنیانگذاران این حزب بودند. رافایل پائولو باربوسا اولین رئیس حزب و آمیرال کابرال به عنوان دبیرکل این حزب انتخاب شد.

## مشی مسلحانه
در سال ۱۹۵۹ سربازان پرتغالی اعتصاب کارگران اسکله پیه گوییتی را به رگبار بستند و ۵۰ نفر را به قتل رساندند. پس از این قتل‌عام بخش بزرگی از مردم به سوی این حزب رفتند و به کسانی پیوستند که خواهان استقلال بودند. گرچه مقامات پرتغالی هنوز این جنبش را با قیام برای استقلال گینه بی ربط می‌دانستند و هیچ اقدام جدی برای سرکوب آن انجام ندادند ولی حزب نتیجه گرفت که می‌بایست جنبش مسلحانه علیه استعمار پرتغال را از سر گیرد.

### اتحاد با احزاب
در سپتامبر سال ۱۹۵۹ این حزب یک مرکز فرماندهی در کوناکری در نزدیکی گینه تأسیس کرد و در سال ۱۹۶۱ با جبهه آزادیبخش موزامبیک و جنبش خلق برای آزادی آنگولا-حزب کار متحد شد و کنفدراسیون ملی مستعمره‌های پرتغال (CONCP) را تشکیل داد. این کنفدراسیون ظرف مشترکی برای هماهنگی مبارزات استقلال طلبانه مستعمرات پرتغال در کشورهای آفریقایی بود.

### شروع مبارزه مسلحانه
با تهاجم چریک‌های حزب به نیروهای پرتغالی در پرایا، مبارزه مسلحانه علیه استعمار پرتغال از مارس ۱۹۶۲ شروع شد. جنگ چریکی در سراسر خاک گینه گسترده شد ولی به دلایل لجستیکی این جنگ به جزایر کیپ ورد کشیده نشد. حزب در کیپ ورد کار مخفیانه می‌کرد.
آملیکار کابلار دستور داد تا زمان بدست آوردن قدرت و نیروی نظامی در کیپ ورد افراد این حزب از خرابکاری به عنوان حربه اصلی استفاده کنند. در ۲۳ ژانویه سال ۱۹۶۳ حزب جنگ استقلال گینه بیسائو را با تهاجم به مواضع نیروهای پرتغالی در منطقه تیت شروع کرد. در شمال هم تهاجم‌های مشابه شروع شد. افراد حزب در همان ماه به مرکز پلیس در فولانکوندا و بوبا حمله کردند.

### ترور رهبری حزب
در ۲۰ ژانویه سال ۱۹۷۳ کابرال ترور شد. هدف از ترور او متلاشی کردن رهبری این حزب بود ولی برخلاف موفقیت ترور رهبری حزب متلاشی نشد. در ماه مارس عامل ترور که یک افسر نیروی دریایی به نام کانی بود به همراه ده تن از دیگر متهمان به ترور اعدام شدند.

## اعلام استقلال
در سال استقلال گینه در ۲۴ سپتامبر سال ۱۹۷۳ توسط سازمان ملل متحد اعلام شد.

## تلفات
طی درگیری‌هایی که میان میهن پرستان گینه و استعمار گران پرتغالی وجود داشت ۱۸۷۵ سرباز پرتغالی کشته شد و بعد از ۱۱ سال جنگ برای استقلال این کشور ۶۰۰۰ میهن‌پرست گینه‌ای جان خود را از دست دادند.

## پشتیبانی خارجی
حزب آفریقا برای استقلال گینه و کیپ ورد توسط دولت‌های چین، کوبا، اتحاد جماهیر شوروی، سنگال، گینه، لیبی، الجزایر، لهستان، چکسلواکی، غنا حمایت شده‌است.

## نگارخانه

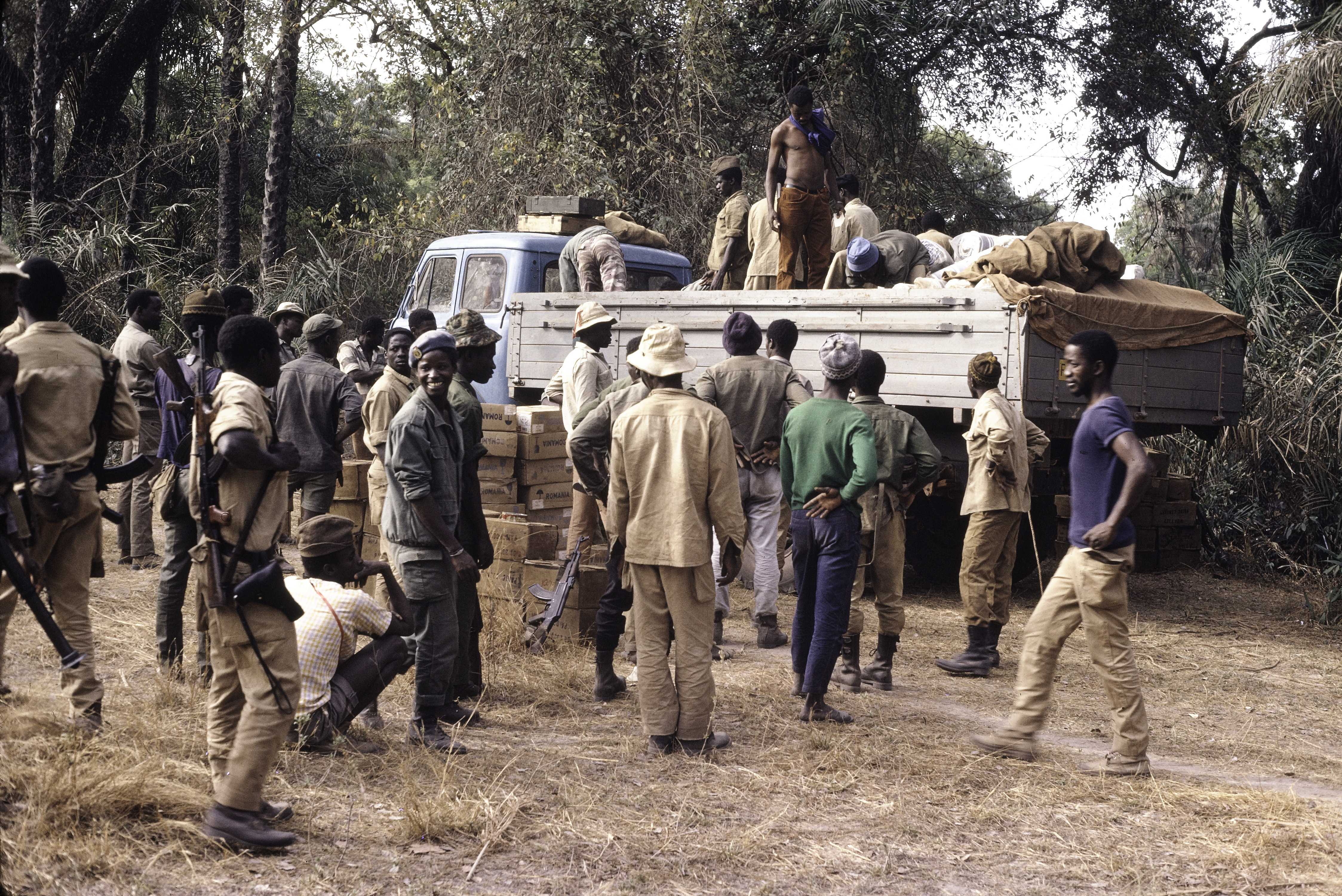
سربازان PAIGC بارگیری سلاح بر روی کامیون، گینه بیسائو، ۱۹۷۳
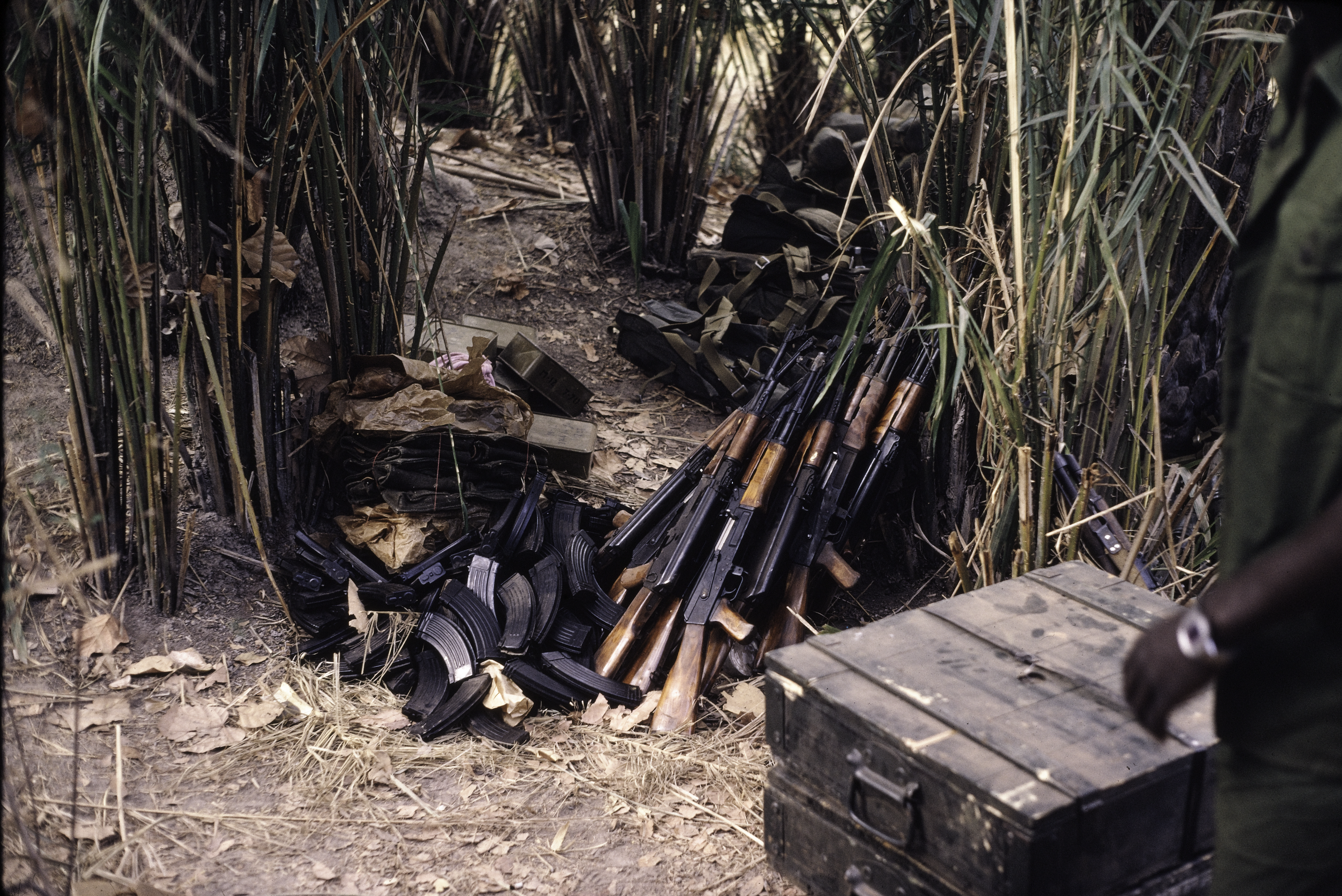
کلاشینکف برای هرمنگونو، ۱۹۷۳
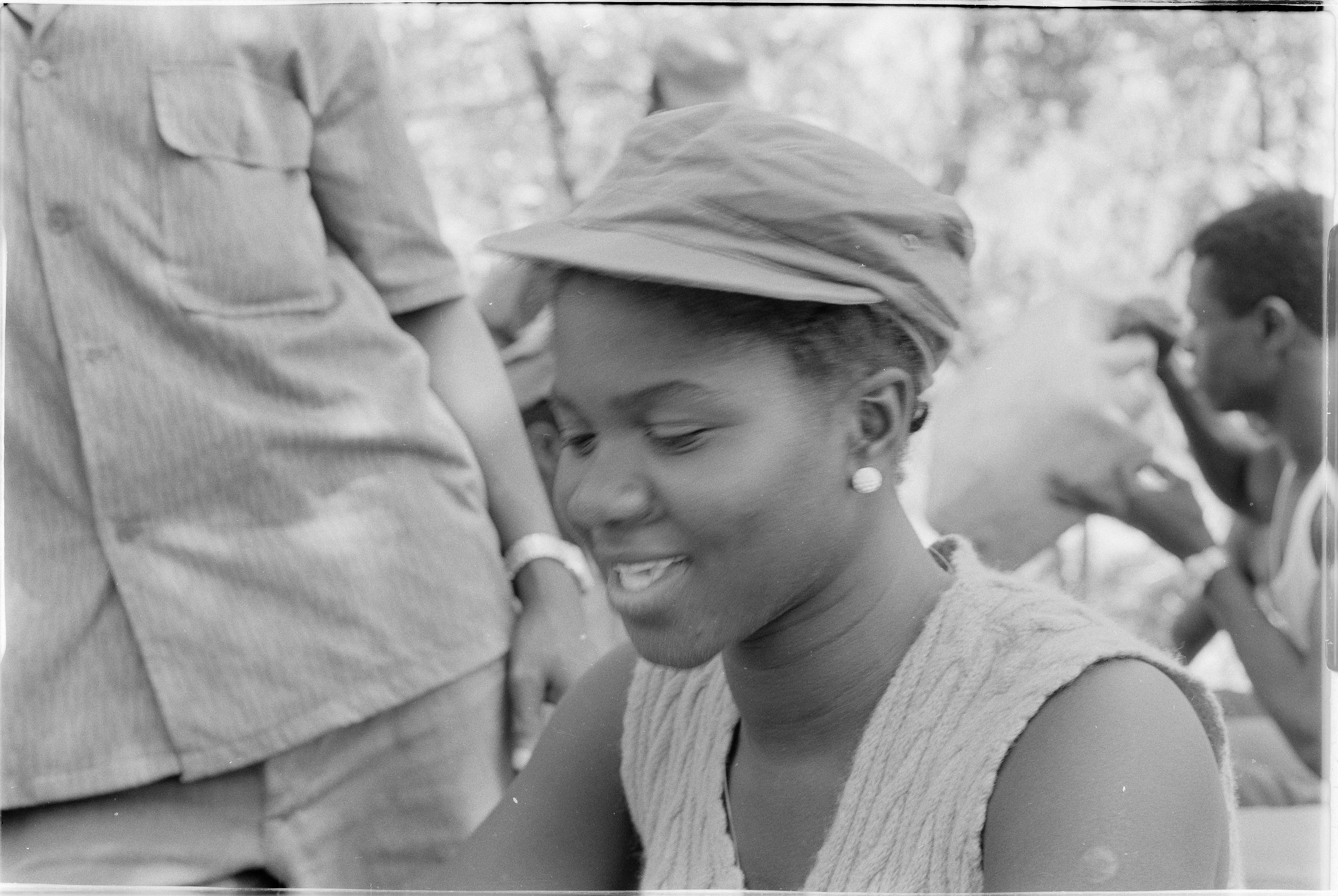
سربازان زن ، گینه بیسائو، ۱۹۷۳
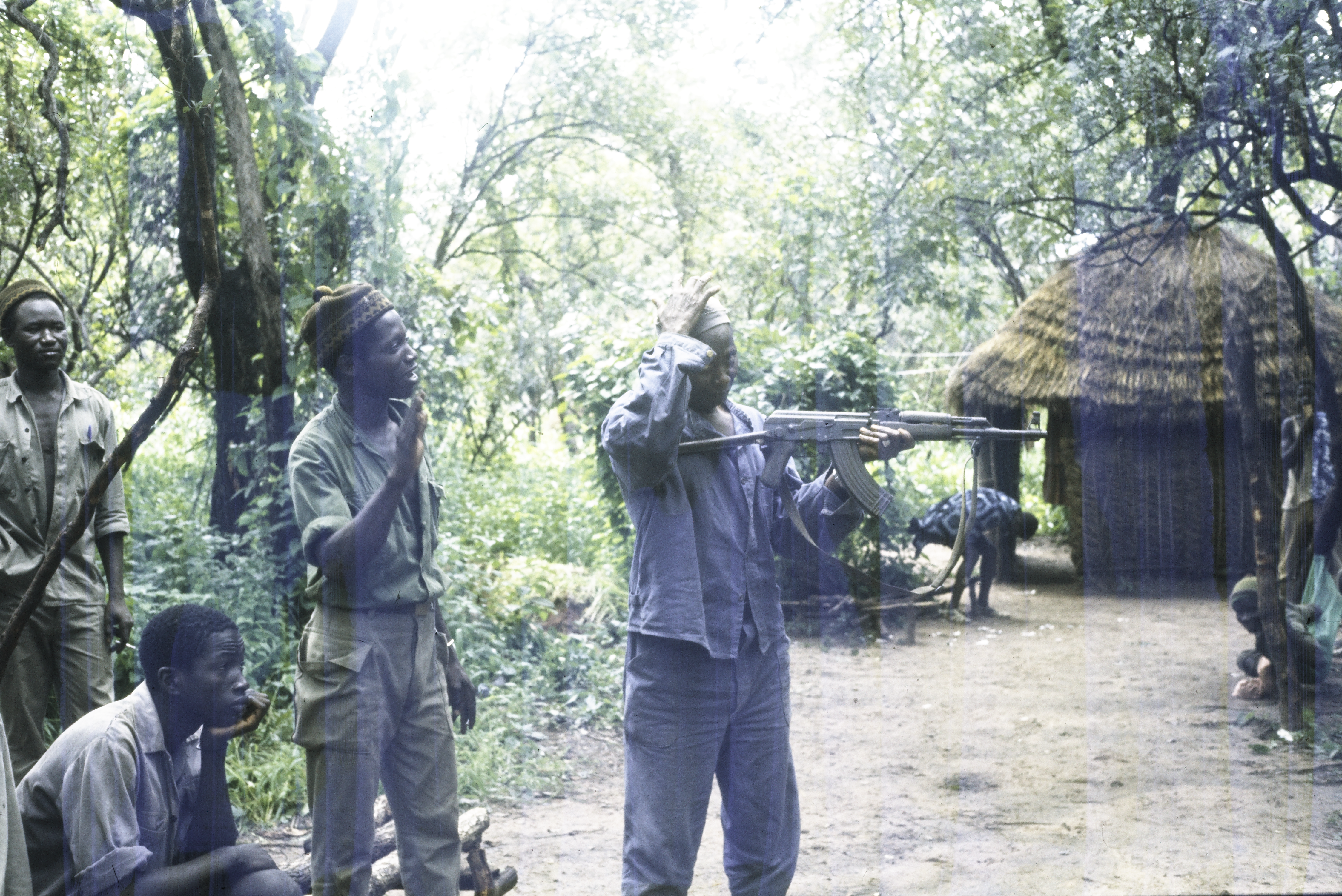
PAIGC یادمی‌گیرد که چگونه شلیک کند، سنگال، ۱۹۷۳
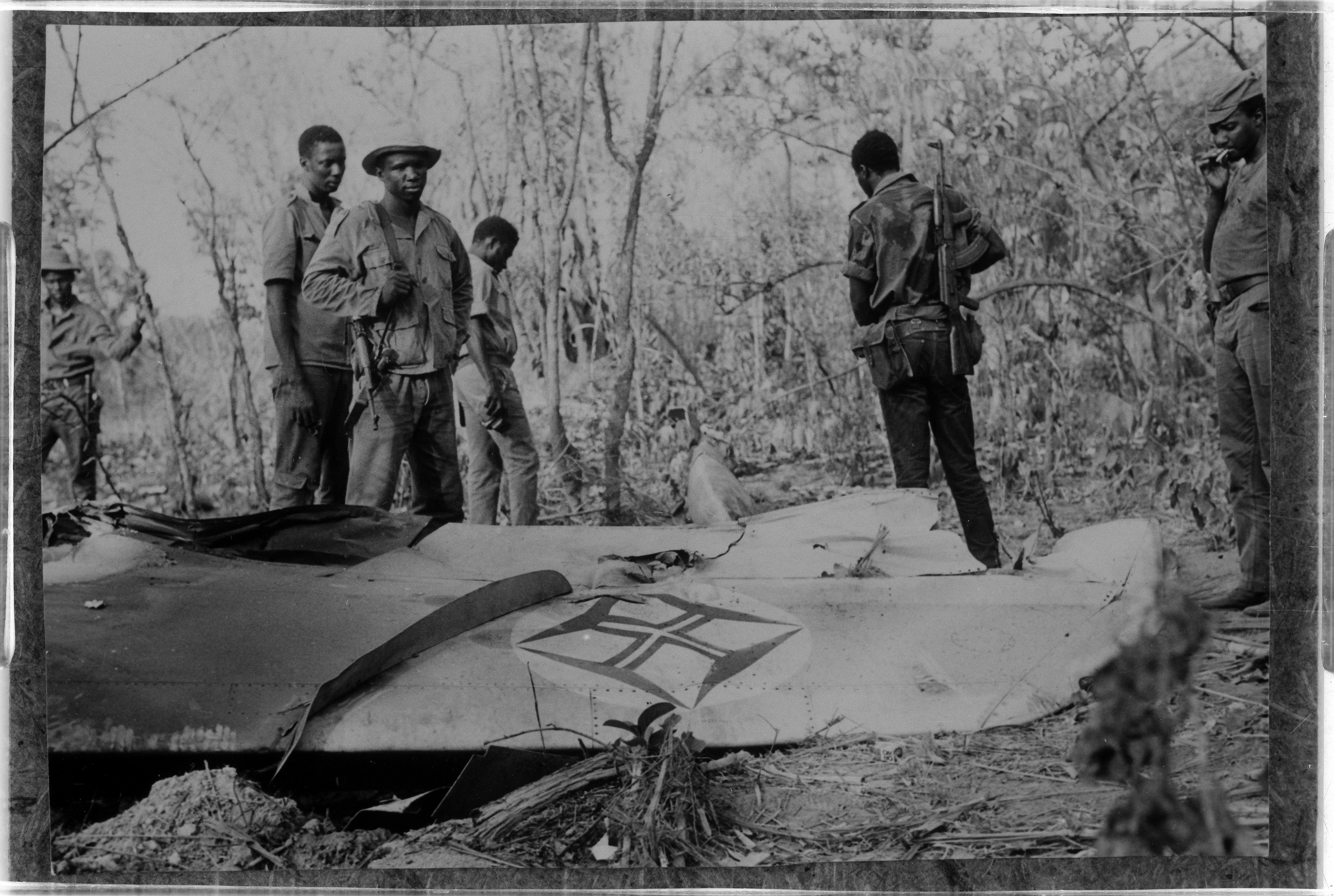
سقوط هواپیما پرتغالی در گینه بیسائو توسط سربازان PAIGC , 1974
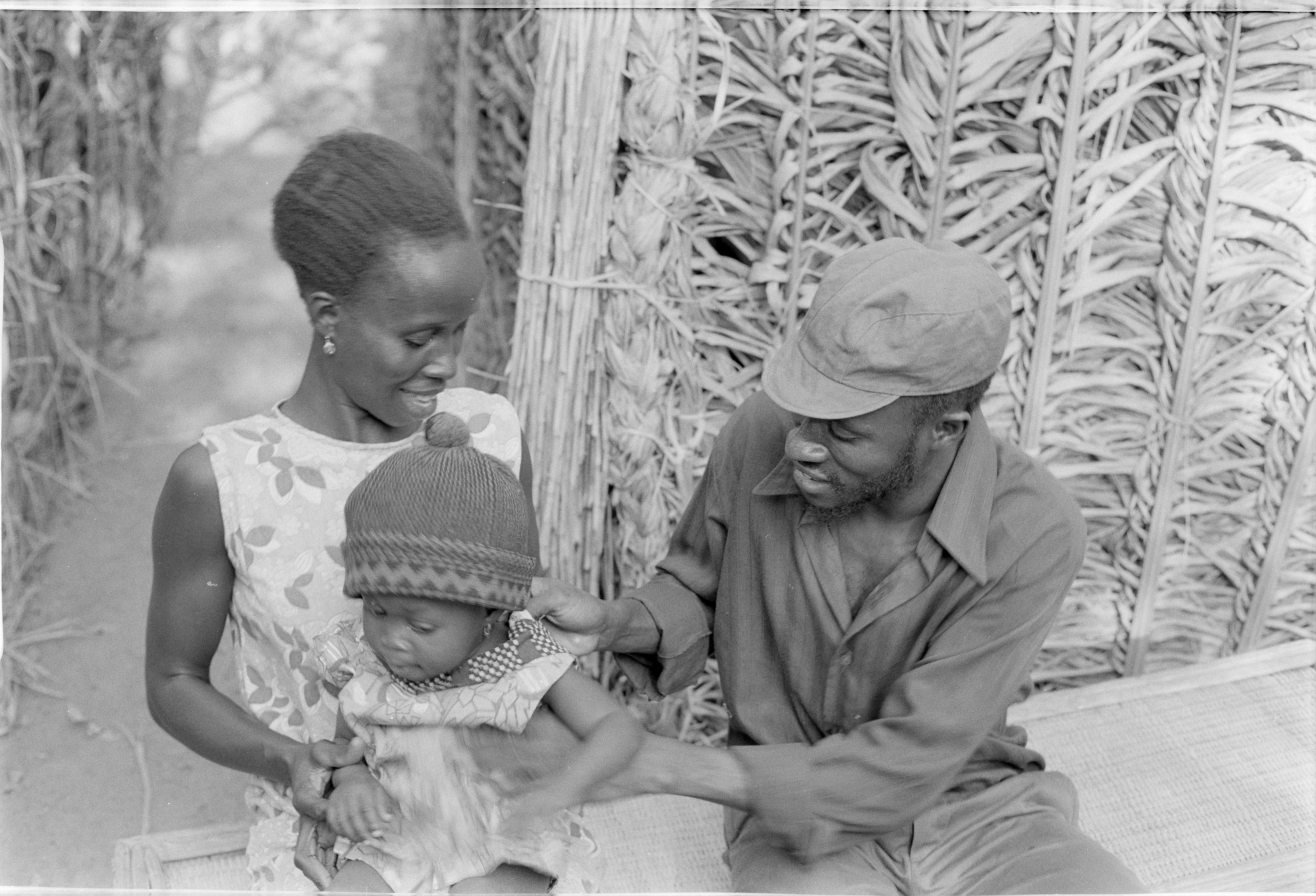
سرباز PAIGC با خانواده اش در یک اردوگاه نظامی، گینه بیسائو، ۱۹۷۴
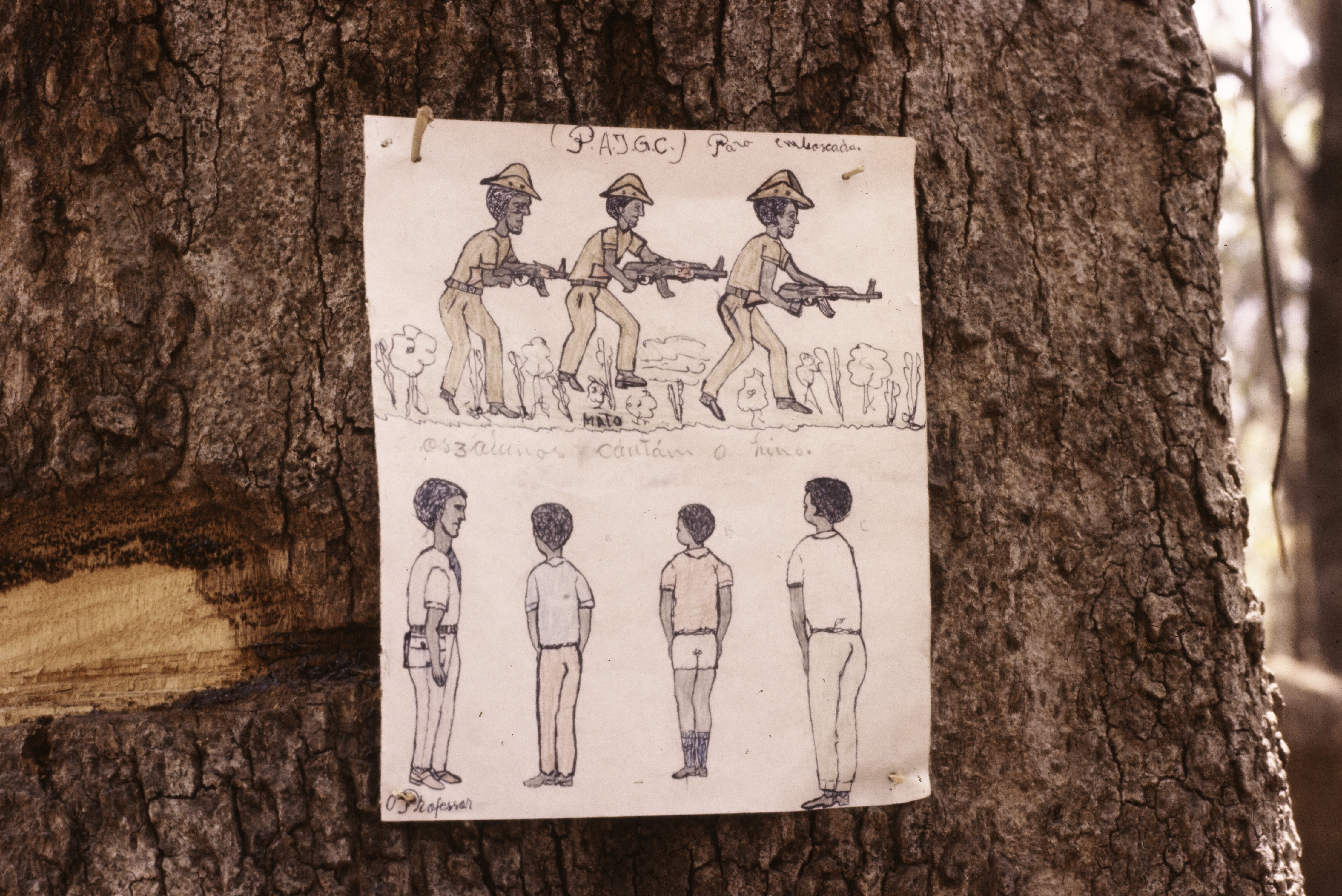
نقاشی‌هایی که سربازان PAIGC را نشان می‌دهند، گینه بیسائو ۱۹۷۴
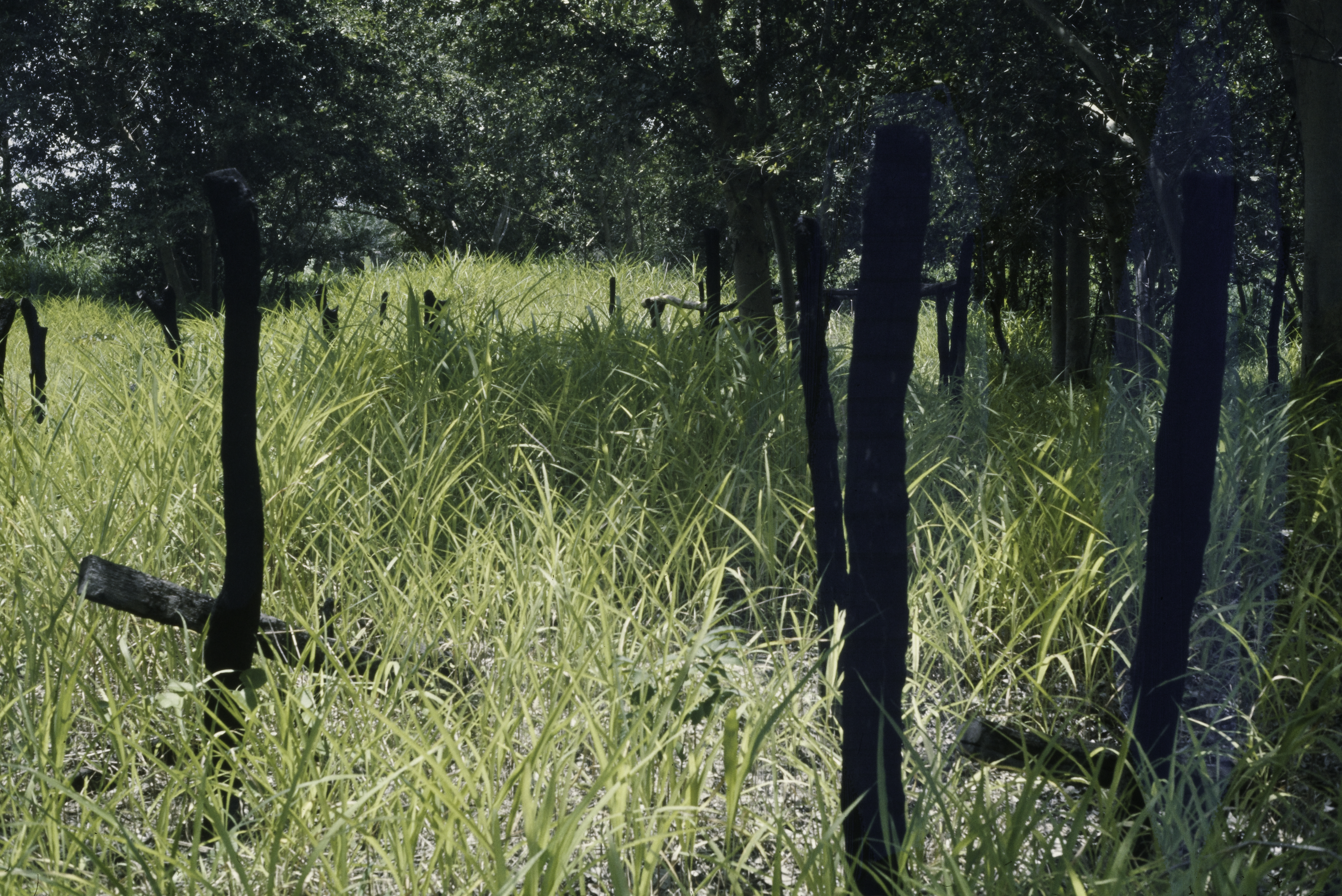
روستا توسط پرتغال سوزانده شده‌است، گینه بیسائو، ۱۹۷۴
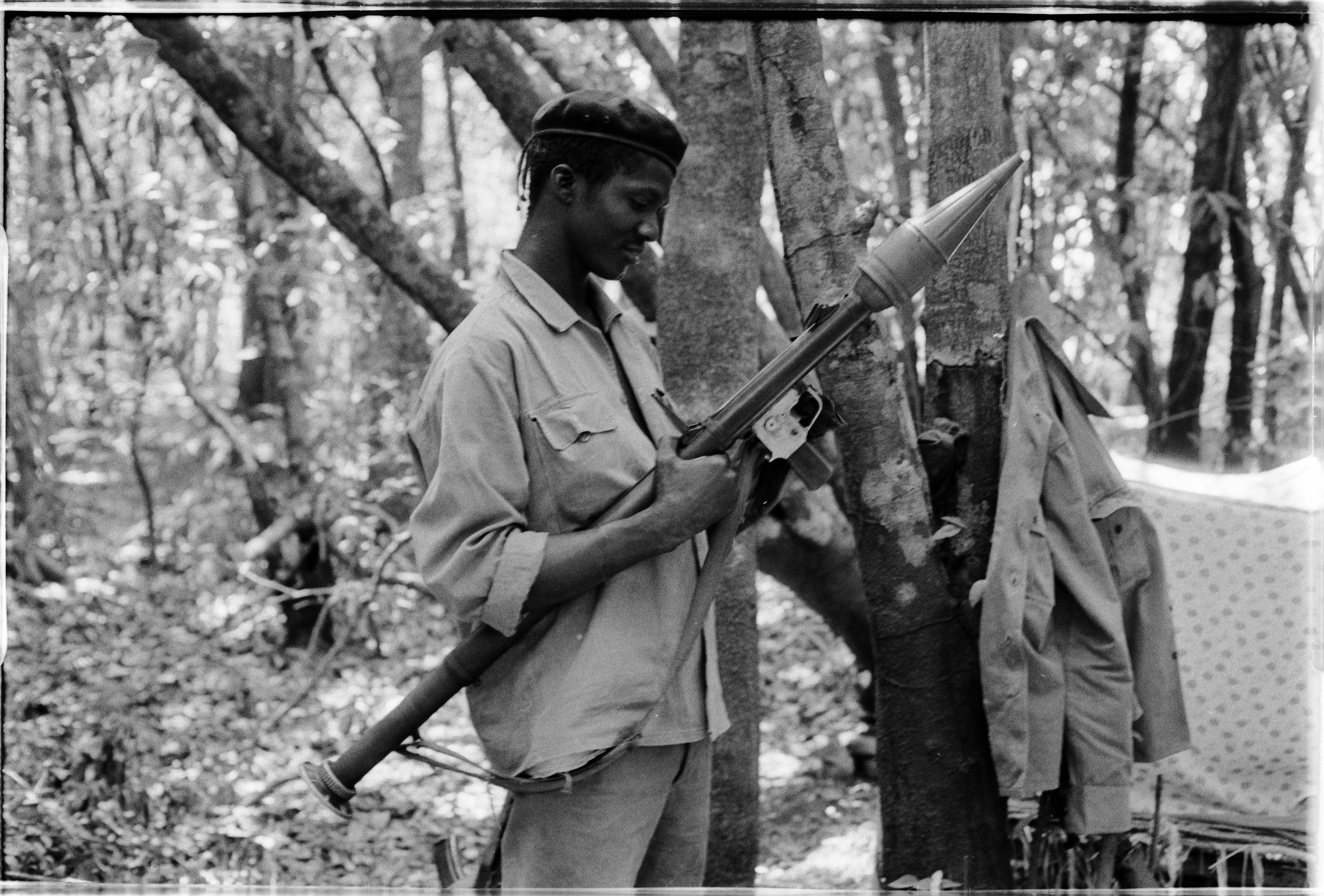
سرباز PAIGC با یک نارنجک موشک، پایگاه نظامی مانتن در مناطق آزاد، گینه بیسائو، ۱۹۷۴
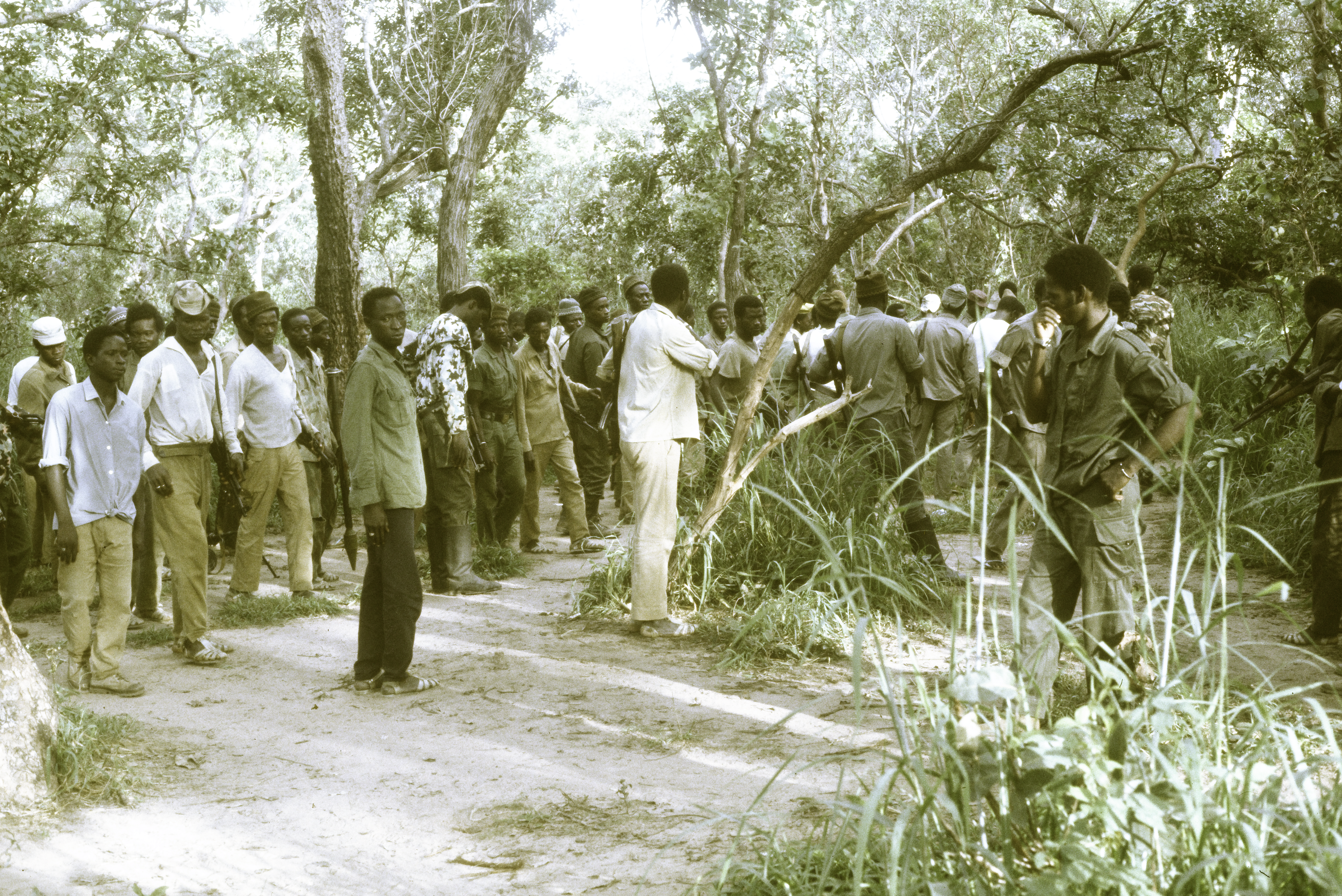
قانون دیدار صبحگاهی، هرمنگونو، گینه بیسائو، ۱۹۷۴
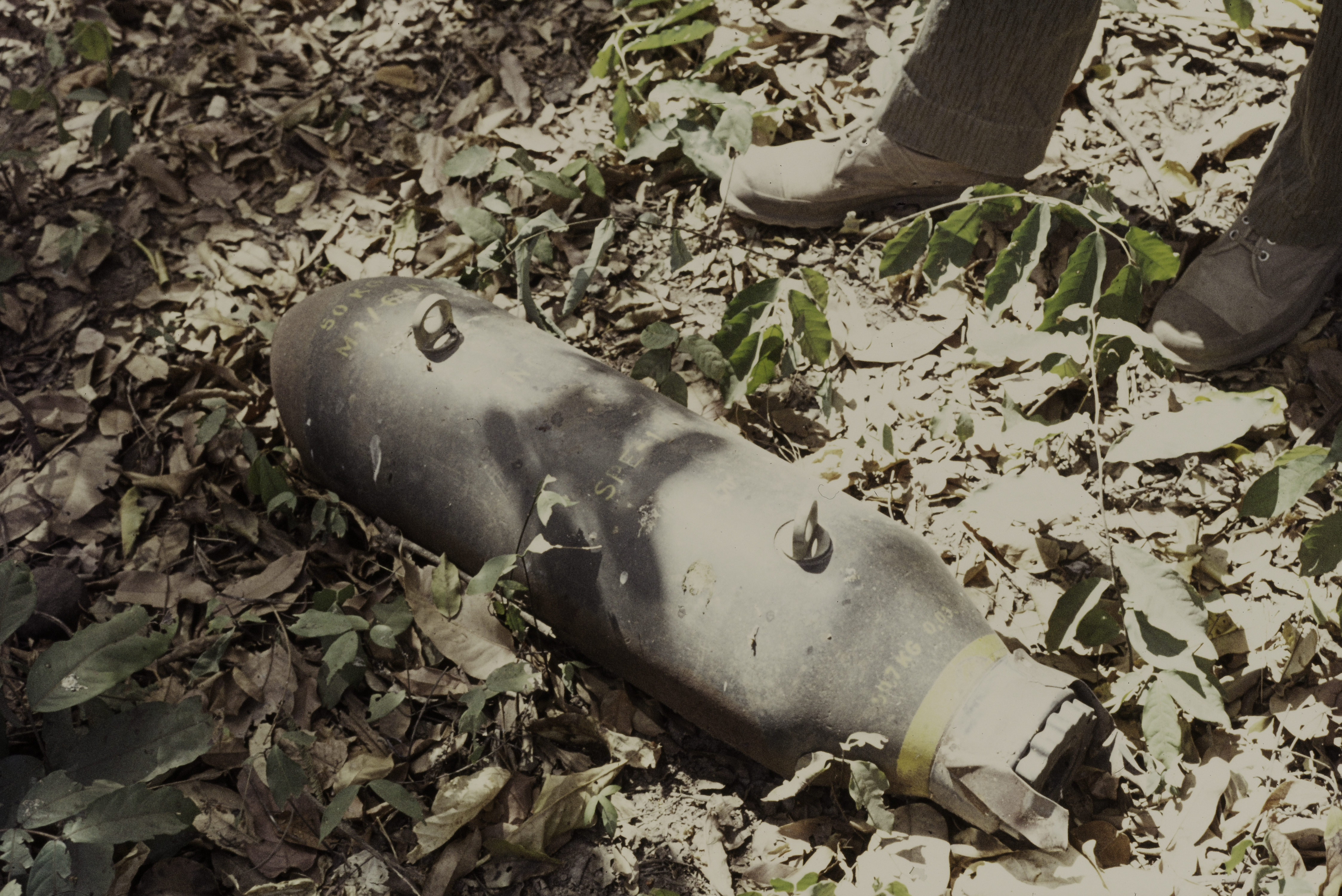
بمب پرتغالی منفجر نشده گینه بیسائو، ۱۹۷۴
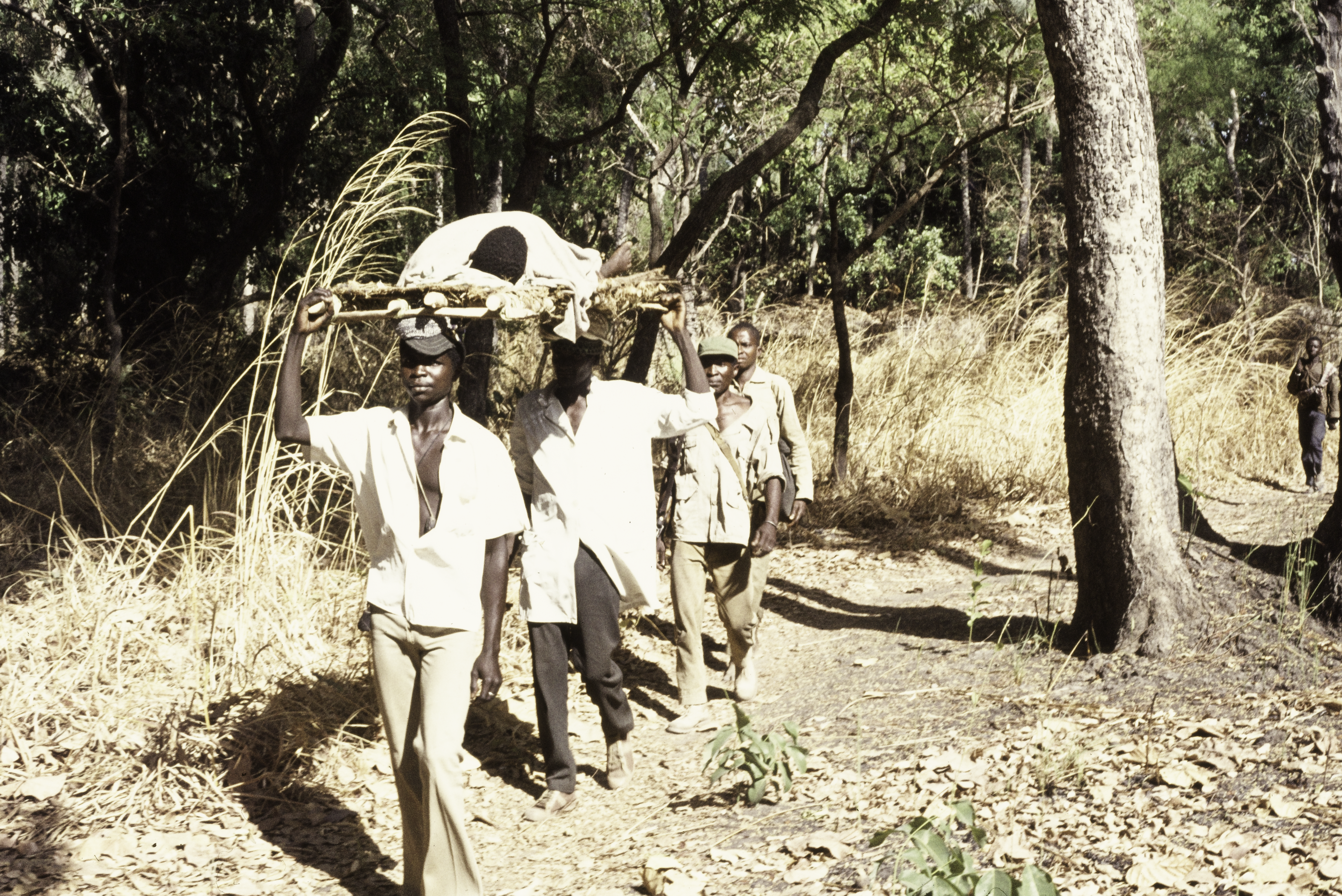
اسکورت مسلح یک زخمی را به مرز سنگال، سارا، گینه بیسائو، ۱۹۷۴ حمل می‌کند